# Leerschuss
Leerschuss ist die Bezeichnung für die Betätigung eines schießenden Apparates ohne Projektil. Der Begriff wird hauptsächlich im Bereich der Waffentechnik genutzt, steht aber auch für die Betätigung von Werkzeugmaschinen ohne das bestimmungsgemäße Austreiben der vorgesehenen Verbindungselemente wie Heftklammern oder magazinierte Nägel.
- Leerschüsse bei Druckluftwaffen und Handfeuerwaffen können zu Schäden an den Waffen führen und damit den Schützen gefährden. Feuerwaffen aus Metall und Plastik erleiden nur minimale Schäden, welche sich erst nach langem Gebrauch bemerkbar machen, dann allerdings in Form eines Rohrkrepierers verheerend auswirken können. Druckluftbetriebene Waffen sind nur von Verschleiß betroffen, wenn es sich um Federdruckwaffen handelt. Im Normalfall werden Leerschüsse dazu verwendet die Waffe nach Einsatz einer neuen Gaspatrone auf Betriebstemperatur zu bringen.

- Beim Bogensport bezeichnet Leerschuss oder auch Trockenschuss einen Schuss ohne Pfeil.[2] Wird ein Leerschuss mit Bogen oder Armbrust abgegeben, wird die Bogenenergie nicht von der Sehne über den Pfeil abgeleitet, sondern direkt auf den Bogen selbst übertragen. Dies führt zu Beschädigungen der Wurfarme des Bogens. Je nach Stabilität und Ausführung der Wurfarme können diese infolgedessen brechen und der Schütze sowie umstehende Personen durch die brechenden Teile verletzt werden.